# David Fairbairn

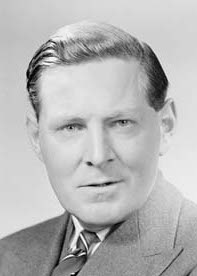
David Fairbairn (1961)

David Eric Fairbairn, KBE, DFC (* 3. März 1917 in Claygate, Surrey, England; † 1. Juni 1994 in Canberra), war ein australischer Politiker der Liberal Party of Australia (LP) und Diplomat, der 25 Jahre lang Mitglied des Repräsentantenhauses sowie mehrmals Minister war. Darüber hinaus war er zwischen 1977 und 1980 Botschafter in den Niederlanden.

## Leben
David Eric Fairbairn war ein Enkel von George Fairbairn, der zwischen 1906 und 1913 ebenfalls Mitglied des Repräsentantenhauses sowie von 1917 bis 1923 zudem Mitglied des Senats war, sowie von Edmund Jowett, der von 1917 bis 1922 dem Repräsentantenhaus als Mitglied angehörte. Sein Onkel James Fairbairn war zwischen 1933 und 1940 Mitglied des Repräsentantenhauses, von 1939 bis 1940 Luftfahrtminister sowie Minister für Zivilluftfahrt und kam beim Flugzeugabsturz in Canberra am 13. August 1940 ums Leben. Er selbst absolvierte nach dem Besuch der Geelong Grammar School ein Studium am Jesus College der University of Cambridge und übernahm 1939 die Farm Dunraven in Woomargama, einer Ortschaft in South West Slopes in New South Wales. Zu Beginn des Zweiten Weltkrieges trat er 1939 in das Leichte Kavallerieregiment 21st Light Horse Riverina Regiment ein und wurde 1941 in die Royal Australian Air Force (RAAF) übernommen. Nach einer Grundausbildung nahm er an der Schlacht um Neuguinea (23. Januar 1942 bis 13. September 1945) teil und wurde als Hauptmann (Flight Lieutenant) 1944 mit dem Distinguished Flying Cross (DFC) ausgezeichnet. Zum Ende des Krieges wurde er 1945 schwer verletzt.
Am 10. Dezember 1949 wurde Fairbairn für die Liberal Party of Australia (LP) erstmals zum Mitglied des Repräsentantenhauses und vertrat in diesem mehr als 25 Jahre lang bis 1975 den in New South Wales liegenden neu geschaffenen Wahlkreis Farrer. Am 4. August 1962 übernahm er als Minister für die Luftwaffe (Minister for Air) in der Regierung Menzies VII sein erstes Ministeramt und bekleidete dieses vom 18. Dezember 1963 bis 10. Juni 1964 auch in der Regierung Menzies VIII. Im Zuge einer Kabinettsumbildung fungierte er anschließend in der achten Regierung Menzies zwischen dem 10. Juni 1964 und dem 26. Januar 1966 als Minister für nationale Entwicklung (Minister for National Development). Er verblieb auf diesem Posten vom 26. Januar 1966 bis 14. Dezember 1966 auch in der Regierung Holt I sowie zwischen dem 14. Dezember 1966 und dem 19. Dezember 1967 in der Regierung Holt II. Das Amt des Ministers für nationale Entwicklung hatte er vom 19. Dezember 1967 bis 10. Januar 1968 auch im Kabinett McEwen, zwischen dem 10. Januar 1968 und dem 28. Februar 1968 in der Regierung Gorton II sowie vom 28. Februar 1968 bis 12. November 1969 Regierung Gorton II inne. Nach den Wahlen vom 25. Oktober 1969 kandidierte er am 7. November 1969 gegen Premierminister John Gorton sowie William McMahon um das Amt des Vorsitzenden der Liberal Party. Er belegte nach Gorton und McMahon jedoch nur den dritten Platz und trat daraufhin am 12. November 1969 von seinem Ministeramt zurück. Nach seiner parteiinternen Niederlage erklärte er:

“I have given deep thought and consideration to this decision. I have made it reluctantly. My sole concern in coming to it is the future of the Liberal Party, the Government and the Nation.”

„Ich habe über diese Entscheidung tief nachgedacht und geprüft. Ich habe es widerwillig gemacht. Mein einziges Anliegen ist die Zukunft der Liberalen Partei, der Regierung und der Nation.“

Nach Angaben des damaligen Ministers für Schifffahrt und Verkehr, Ian Sinclair, war David Fairbairn gegen Gortons Zentralismus und insbesondere gegen dessen Versuch, die Souveränität über Australiens Hoheitsgewässer und den Festlandsockel für das Commonwealth of Nations zu beanspruchen.
Am 22. März 1971 kehrte Fairbairn in das Kabinett zurück und fungierte in der Regierung McMahon bis zum 20. August 1971 zunächst als Minister für Bildung und Wissenschaft (Minister for Education and Science) sowie im Anschluss zwischen dem 13. August 1971 und dem 5. Dezember 1972 als Verteidigungsminister (Minister for Defence), nachdem die Koalition aus Liberal Party und Country Party zuvor bei den Wahlen vom 2. Dezember 1972 eine Niederlage gegen die Australian Labor Party (ALP) erlitten hatte. Er verzichtete auf eine erneute Kandidatur bei den Wahlen vom 13. Dezember 1975 und schied nach 26 Jahren aus dem Repräsentantenhaus aus, woraufhin sein Parteifreund und spätere Bundesminister Wal Fife den Wahlkreis Farrer gewann. Am 31. Dezember 1976 wurde er zum Knight Commander des Order of the British Empire (KBE) geschlagen und führte fortan den Namenszusatz „Sir“. Als Nachfolger von Frederick Blakeney wurde er 1977 Botschafter in den Niederlanden und verblieb auf diesem Posten bis 1980, woraufhin James Cumes seine Nachfolge antrat. Aus seiner Ehe mit Ruth Fairbairn gingen drei Töchter hervor.